# Don’t Shoot Me I’m Only the Piano Player
Don’t Shoot Me I’m Only the Piano Player (‚Erschieß’ mich nicht, ich bin nur der Klavierspieler‘) ist das sechste Studioalbum des britischen Sängers und Komponisten Elton John.
Anfang der 1970er Jahre lernte John auf einer Party in Hollywood Groucho Marx kennen. Dieser bestand darauf, dass er sich unmöglich Elton John nennen könne, der Name müsse auf John Elton lauten. Damit veralberte er John während eines Abends immer und immer wieder, bis John in gespielter Kapitulation seine Arme mit den Worten hob “Don’t shoot me! I’m just the piano player” (etwa: „Lass mich leben, ich spiel‘ nur Klavier“). Auf dem Coverfoto des Albums ist unter anderem das Filmplakat für den Marx-Brothers-Film Go West zu erkennen; möglicherweise ein versteckter Hinweis auf das Entstehen des Titels.

## Hintergrund
Für die Aufnahmen suchte sich John mit seinem Team erneut das Studio Château d’Hérouville in der Nähe von Paris aus. Damals war es bekannt als „Strawberry Studios“, jedenfalls wurde es so auf der Plattenhülle genannt.
John komponierte zwölf Lieder in nur zwei Tagen; zehn davon fanden ihren Weg auf das neue Album. Das kommerziell erfolgreichste Lied des Albums wurde Crocodile Rock. In Deutschland fand sich der Titel erstmals am 11. Dezember 1972 in den Single-Charts, hielt sich dort für 21 Wochen und stieg bis auf Platz 3, in Österreich bis auf Platz 6 und in der Schweiz wurde er sogar ein Nummer-1-Hit. Für die Single-Auskopplung Daniel spielte John als B-Seite erneut Skyline Pigeon ein, diesmal mit Klavier als führendem Instrument.
Der Bekanntheitsgrad des Partyliedes Crocodile Rock brachte auch die Langspielplatte selbst in den Album-Charts in Deutschland bis auf Platz 16 und erzielte damit eine bessere Platzierung als Johns Rekordalbum Goodbye Yellow Brick Road ein Jahr später.
In den USA war es Johns zweites Album, das Platz 1 der Album-Charts erreichte. Gleichzeitig enthielt es mit dem Titel Crocodile Rock seine erste Nr.-1-Single in den USA und Kanada. Der zweite Hit des Albums, Daniel, war in Nordamerika und Europa fast ebenso erfolgreich.
Das Album ist nur eines von zwei Alben, auf denen „die“ Elton-John-Band zu finden ist: John am Klavier, Davey Johnstone an der Gitarre, Dee Murray am Bass und Nigel Olsson am Schlagzeug (und damit ohne Percussion-Spieler Ray Cooper). Das andere Album ist Breaking Hearts aus dem Jahr 1984.

## Rezension
John wurde natürlich an seinem Vorgänger-Album Honky Château gemessen, das sehr gute Kritiken erhalten und ihn einem breiten Publikum bekannt gemacht hatte. In His Song: The Musical Journey of Elton John von Autor Elizabeth Rosenthal sagte John, Crocodile Rock sei eine offene Hommage an die Lieder der fünfziger Jahre, und mit seiner Stimme intoniere er den Sänger Bobby Vee. High Flying Bird solle so klingen wie die Lieder von Van Morrison, und Midnight Creeper sei eine Verneigung vor den Rolling Stones.
Jahre später gab John freimütig zu, dass die Melodien aus unterschiedlichen Genres seiner Jugendzeit zusammengetragen seien. Und dies war wohl der Grund, dass ihm ein eigener Stil für seine Musik noch nicht zugesprochen wurde, seine Musik als „derivativ“ bezeichnet wurde.
Doch genau dies war auch der Grund, weshalb Don’t Shoot Me eine beeindruckende musikalische Vielfalt zu bieten hatte und als unterhaltsamer Schritt in die richtige Richtung für Johns Karriere gewertet wurde.

## Titelliste
Für alle Titel komponierte Elton John die Musik, alle Texte schrieb Bernie Taupin, sofern kein anderer Hinweis gegeben wird.

### LP und CD

#### Seite 1
1. Daniel – 3:54
2. Teacher I Need You – 4:10
3. Elderberry Wine – 3:33
4. Blues for My Baby and Me – 5:42
5. Midnight Creeper – 3:55

#### Seite 2
1. Have Mercy on the Criminal – 5:57
2. I’m Going to Be a Teenage Idol – 3:55
3. Texan Love Song – 3:33
4. Crocodile Rock – 3:58
5. High Flying Bird – 4:12

### Bonustitel auf Wiederveröffentlichungen (1995 Mercury und 1996 Rocket)
1. Screw You (Young Man’s Blues) – 4:43
2. Jack Rabbit – 1:49
3. Whenever You’re Ready (We’ll Go Steady Again) – 2:51
4. Skyline Pigeon (Klavier-Version) – 3:56

## B-Seiten
| Titel                            | A-Seite             |
| -------------------------------- | ------------------- |
| Skyline Pigeon (Klavier-Version) | Daniel · 7″ (US/UK) |

## Besetzung
- Elton John – Gesang, Klavier, Keyboards
- Davey Johnstone – Akustische Gitarre, E-Gitarre, Banjo, Begleitgesang (Titel 2, 7, 10)
- Dee Murray – Bassgitarre, Begleitgesang (Titel 2, 7, 10)
- Nigel Olsson – Schlagzeug, Begleitgesang (Titel 2, 7, 10)

## Weitere Musiker
- Ken Scott – Synthesizer (Titel 1)
- Gus Dudgeon – Blechbläserarrangements (Titel 3, 5, 7)
- Paul Buckmaster – Orchestrierung (Titel 4, 6)
- Jacques Bolognesi – Posaune
- Ivan Jullien – Trompete
- Jean-Louis Chautemps, Alain Hatot – Saxophon

## Produktion
- Produzent: Gus Dudgeon
- Toningenieur: Robin Geoffrey Cable
- Remastering: Tony Cousins
- Editing: Gus Skinas
- Digitaler Transfer: Ricky Graham
- Surround Sound: Greg Penny
- Assistenz: Crispin Murray
- Chor-Dirigent: Robert Kirby
- Orchestrierung: Paul Buckmaster
- Art Direction: David Larkham
- Design: David Larkham
- Künstlerische Gestaltung: Gill, Yanis
- Illustrationen: David Larkham
- Photographien: Bob Gruen, David Larkham
- Cover-Photo: David Larkham
- Album-Cover-Text: Gus Dudgeon, John Tobler

## Kommerzieller Erfolg

### Chartplatzierungen

#### Album
| ChartsChartplatzierungen       | Höchstplatzierung | Wochen |
| ------------------------------ | ----------------- | ------ |
| Deutschland (GfK)              | 16 (6 Wo.)        | 6      |
| Vereinigte Staaten (Billboard) | 1 (89 Wo.)        | 89     |
| Vereinigtes Königreich (OCC)   | 1 (42 Wo.)        | 42     |

#### Singles
| Jahr | Titel          | Höchstplatzierung, Gesamtwochen/‑monate, AuszeichnungChartplatzierungen (Jahr, Titel, , Platzierungen, Wochen/Monate, Auszeichnungen, Anmerkungen) | Höchstplatzierung, Gesamtwochen/‑monate, AuszeichnungChartplatzierungen (Jahr, Titel, , Platzierungen, Wochen/Monate, Auszeichnungen, Anmerkungen) | Höchstplatzierung, Gesamtwochen/‑monate, AuszeichnungChartplatzierungen (Jahr, Titel, , Platzierungen, Wochen/Monate, Auszeichnungen, Anmerkungen) | Höchstplatzierung, Gesamtwochen/‑monate, AuszeichnungChartplatzierungen (Jahr, Titel, , Platzierungen, Wochen/Monate, Auszeichnungen, Anmerkungen) | Höchstplatzierung, Gesamtwochen/‑monate, AuszeichnungChartplatzierungen (Jahr, Titel, , Platzierungen, Wochen/Monate, Auszeichnungen, Anmerkungen) | Höchstplatzierung, Gesamtwochen/‑monate, AuszeichnungChartplatzierungen (Jahr, Titel, , Platzierungen, Wochen/Monate, Auszeichnungen, Anmerkungen) | Anmerkungen                            |
| Jahr | Titel          | DE | AT | CH | UK | US | A. C. | Anmerkungen                            |
| ---- | -------------- | --- | --- | --- | --- | --- | --- | -------------------------------------- |
| 1972 | Crocodile Rock | DE3 (21 Wo.)DE | AT6 (4 Mt.)AT | CH1 (14 Wo.)CH | UK5 Platin · (14 Wo.)UK | US1 Platin · (17 Wo.)US | A. C.11 (8 Wo.)A. C. | Erstveröffentlichung: 27. Oktober 1972 |
| 1973 | Daniel         | DE27 (13 Wo.)DE | — | CH5 (9 Wo.)CH | UK4 Silber · (10 Wo.)UK | US2 Platin · (15 Wo.)US | A. C.1 (13 Wo.)A. C. | Erstveröffentlichung: Januar 1973      |

grau schraffiert: keine Chartdaten aus diesem Jahr verfügbar

### Auszeichnungen für Musikverkäufe
| Land/Region                  | Auszeichnungen für Musikverkäufe (Land/Region, Auszeichnung, Verkäufe) | Verkäufe  |
| ---------------------------- | ---------------------------------------------------------------------- | --------- |
| Vereinigte Staaten (RIAA)    | 3× Platin                                                              | 3.000.000 |
| Vereinigtes Königreich (BPI) | Silber                                                                 | 1.000.000 |
| Insgesamt                    | 1× Silber · 3× Platin ·                                                | 4.000.000 |

Hauptartikel: Elton John/Auszeichnungen für Musikverkäufe